# Elio Pandolfi
Pour les articles homonymes, voir Elio (homonymie) et Pandolfi.
Elio Pandolfi, né à Rome le 17 juin 1926 et mort dans la même ville le 11 octobre 2021, est un acteur, chanteur et doubleur italien.

## Biographie
Né à Rome, Elio Pandolfi obtient un diplôme en comptabilité, et puis s'inscrit à l'Académie nationale d'art dramatique Silvio d'Amico où il se diplôme en 1948. Il fait ses débuts sur scène la même année. Il est principalement actif au théâtre, théâtre musical, opérette et revue. Dans les années 1970 il forme à l'écran avec Antonella Steni la « coppia d'oro » un couple à succès des scènes italiennes. Pandolfi apparaît aussi comme un acteur dans un certain nombre de films, principalement dans des rôles humoristiques. Il a également été actif en tant qu'acteur de doublage.

## Filmographie partielle
- 1952 : Heureuse Époque (Altri tempi - Zibaldone n. 1) d'Alessandro Blasetti
- 1956 : Totò lascia o raddoppia?  de Camillo Mastrocinque
- 1959 : Le Fils du corsaire rouge (Il figlio del corsaro rosso) de Primo Zeglio
- 1963 : Objectif jupons (Obiettivo ragazze) de Mario Mattoli
- 1964 : L'Aigle de Florence (Il magnifico avventuriero) de Riccardo Freda
- 1966 : Per qualche dollaro in meno de Mario Mattoli
- 1973 : Rugantino de Pasquale Festa Campanile
- 1985 : Enquêtes à l'italienne (série)
- 1999 : Ferdinando e Carolina de Lina Wertmüller
- 2004 : Peperoni ripieni e pesci in faccia de Lina Wertmüller